# Christian Dell
Pour les articles homonymes, voir Dell (homonymie).

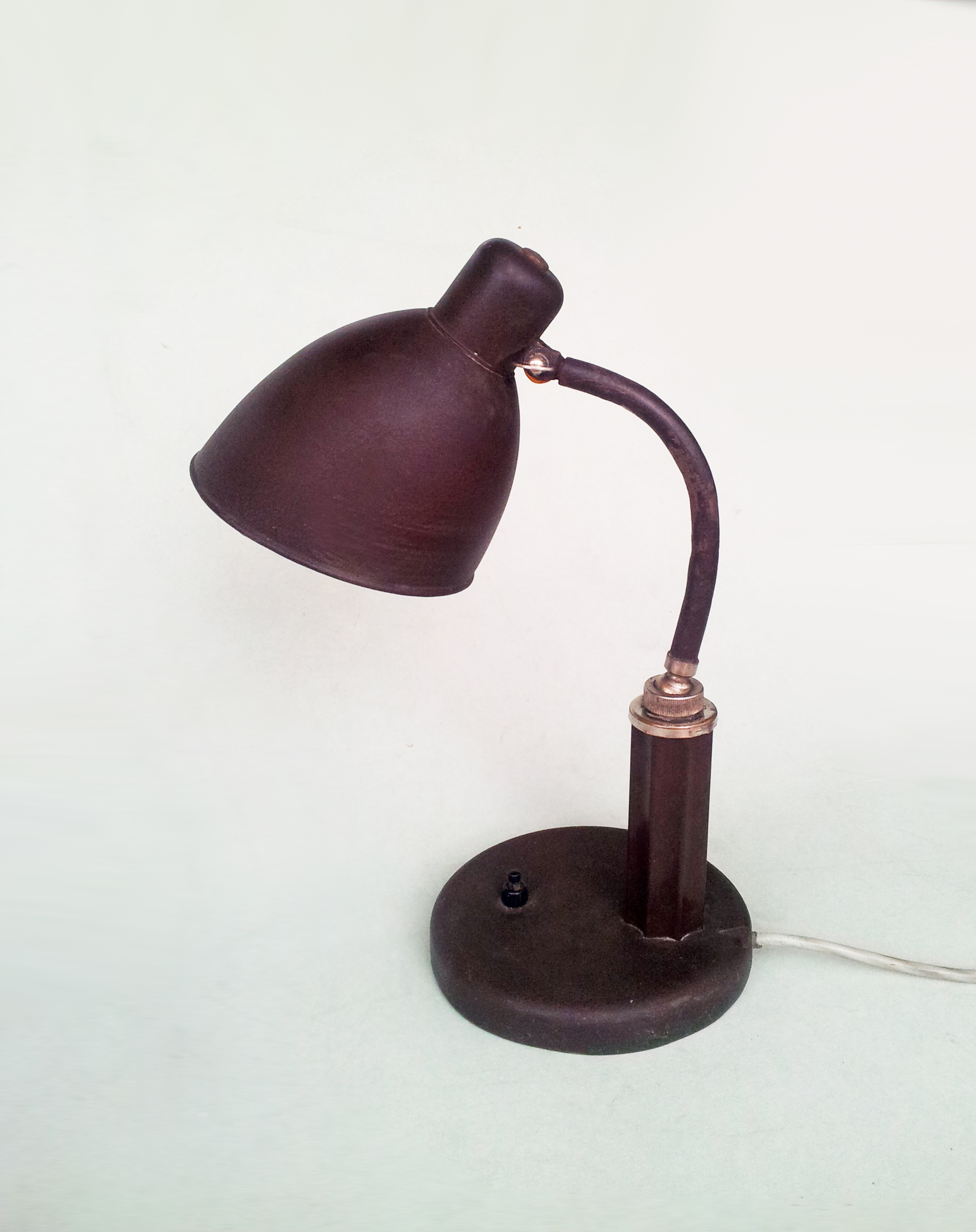
La Molitor Grapholux de Christian Dell

Christian Dell né le 24 février 1893 à Offenbach-sur-le-Main et mort le 18 juillet 1974 à  Wiesbaden était un orfèvre, professeur et créateur allemand. 

## Biographie
De 1907 à 1911, Christian Dell étudie l'orfèvrerie  et le dessin à Hanau. Puis de 1912-1913 il étudie à l'École des Arts Appliqués (décoratifs et industriels) de Weimar qui avait été créée par l'architecte belge  Henry van de Velde. Après son service militaire, il enseigne et supervise l'atelier de métal de l'école du Bauhaus où il rencontre László Moholy-Nagy, puis il rejoint l'école d'art de Francfort. En 1933 et sous la pression  de l'ère nazi il n'est plus autorisé à travailler; Walter Gropius lui offre à plusieurs reprises de venir le rejoindre et travailler aux États-Unis, mais Christian Dell préfère rester en Allemagne et se joindre à ce qui a été appelé l'émigration intérieure.
Après la guerre en 1948, il est retourné à l'orfèvrerie et a ouvert une bijouterie à Wiesbaden où il travailla jusqu'à sa retraite en 1955.
Il est surtout connu pour les luminaires qu'il avait commencés à créer en 1926 pour divers fabricants. Ses premières créations ont  probablement été les luminaires « Rondella » pour le projet de la  Nouvelle-Francfort dirigé par l'architecte moderniste Ernst May, suivies par les lampes Molitor 1929/30 pour lesquelles il a utilisé pour la première fois la bakélite et autres résines phénoplastes. Les modèles les plus connus sont ceux qu'il a créés  pour Gebr. Kaiser & Co. Leuchten KG. de Neheim-Hüsten à Arnsberg, célèbres sous le nom de "Kaiser Idell", dont la lampe Luxus, qu'il a conçus en 1933-1934 et qui ont été produits en quantité dans la période d'après-guerre,.